# Arnold Bodensen
Arnold Bodensen, auch Arnoldus Bodensen, Arnold Boddensen (* unbekannt in Völkersen bei Bremen; † 2. Dezember 1503 in Rostock) war ein deutscher Philosoph, Theologe und Hochschullehrer.

## Leben
Arnold Bodensen immatrikulierte sich 1469 an der Universität Rostock. Er wurde dort im Wintersemester 1471/1472 zum Baccalaureus artium promoviert und im Wintersemeester 1473/1474 zum Magister artium.  Er lehrte an der Artistenfakultät der Universität Rostock; später erwarb er noch den Grad des Baccalaureus theologiae.
Bodensen bekleidete ab 1487 mehrfach das Amt des Rektors und ab 1489 auch das des Dekans der Artistenfakultät. Sein Wirken an der Universität war geprägt von einer Zeit politischer Unruhen und Herausforderungen, die die akademische Gemeinschaft stark beeinflussten.
Im Jahr 1487, während der Rostocker Domfehde, sahen sich die Angehörigen der Universität gezwungen, aus Sicherheitsgründen Rostock zu verlassen. Mit herzoglichem Geleitschutz des Herzogs Magnus II. zogen sie über Wismar nach Lübeck. Die Rückkehr der Universität nach Rostock im Jahr 1488 war dank der Bewilligung durch Papst Innozenz VIII. möglich. Während der Abwesenheit der Universität blieb Arnold Bodensen durchgängig Rektor und nahm in Lübeck mehrere Studenten auf.
In der Folgezeit übernahm Bodensen ab 1487 insgesamt sechsmal das Amt des Rektors der Universität Rostock und wurde ab 1489 achtmal Dekan der Artistenfakultät. 1499 wurde er zum Prorektor der Universität ernannt. Wie viele Professoren war er Stiftsherr an der Kollegiatstiftskirche St. Jacobi in Rostock; der Stiftsdekan Hinrich Boger († 1505) verfasste ein Epitaph für ihn.
Bodensen vermachte der Bibliothek der Artistenfakultät, Vorgängerin der Universitätsbibliothek Rostock, seine lateinische Bibel (Vulgata). Seine Testamentsvollstrecker spendeten der Universität 1507 einen Rheinischen Gulden.